# Rakeen Saad
Rakeen Saad Al-Silawi (en árabe: ركين سعد السيلاوي‎; es una actriz jordana, (nacida el 16 de diciembre de 1989)conocida por interpretar el papel de Noaf en la miniserie de Netflix Escuela para Señoritas al Rawabi.

## Vida personal
Es hija del difunto periodista Saad Al-Silawi, ex corresponsal jefe y gerente regional del canal de noticias Al-Arabiya. Su madre es artista y diseñadora de joyas de Rawabi Abughazaleh. Ella es la hija mediana, entre su hermano mayor Sari y su hermana menor Razanah

## Carrera
Se inició en la interpretación teatral a los 10 años, cuando era estudiante en el Centro Nacional para la Cultura y las Artes Noor Al Hussein Foundation. Recibió su Licenciatura en Arte Dramático por la Universidad de Exeter. Participó en muchos talleres y cursos de actuación en cine y televisión en Canadá y Egipto.
Después de la universidad, regresó a Amán y obtuvo su primer papel como actriz en televisión en la serie Quds Gate (en árabe Bawabet Al Quds) después de que el productor Albert Haddad, un amigo cercano de la familia, la nominara.
A partir de ahí, Rakeen comenzó a relacionarse con figuras del mundo de la producción y participó en una campaña de concienciación sobre los derechos de las mujeres titulada "White Hands Drama".

## Filmografía

### Series
| Año  | Nombre                    | Personaje           |
| ---- | ------------------------- | ------------------- |
| 2021 | AlRawabi School for Girls | Noaf                |
| 2019 | Al Hallaj                 | Hazara              |
| 2018 | Family Size               | Ameera              |
| 2017 | Sunset Oasis              | Malika              |
| 2016 | Samarqand                 | Atun                |
| 2016 | Female Show Pt.3          | Ghinwa              |
| 2015 | Toq Al Esfelt             | Maznah              |
| 2013 | Female Show Pt.2          | Ghinwa              |
| 2013 | WhatsApp Academy          |                     |
| 2013 | Shirsh El Toul            |                     |
| 2013 | Fun Street                |                     |
| 2013 | Zain                      | Farah               |
| 2012 | Female Show               | Ghinwa              |
| 2012 | Farouk Omar               | Asma bint abu Baker |
| 2011 | Bayareq Al Arba           | Arba                |
| 2011 | Quds Gate                 |                     |

### Teatro
| Año    | Nombre                    | Personaje |
| ------ | ------------------------- | --------- |
| 2004   | بث حي ومباشر              |           |
| 2005-6 | Mud                       |           |
| 200-   | Shadows                   |           |
| 2011   | Endgame                   |           |
| 2013   | Arab Spring Night's Dream |           |
| 2013   | Very Far Away             |           |

### Cine
| Año  | Nombre            | Personaje |
| ---- | ----------------- | --------- |
| 2022 | Kroka             |           |
| 2020 | Chronicles of Her |           |
| 2016 | The Worthy        |           |
| 2015 | 3000 Nights       |           |
| 2017 | Seam              |           |
| 2012 | Lila and Danousha |           |
| 2011 | Foreign Language  |           |

## Premios
- Jordania: Premio Reina Rania a la Excelencia 2006.